# Ahmed Ghailani

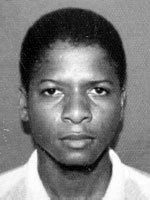
Ahmed Ghailani

Ahmed Khalfan Ghailani (arab. أحمد خلفان الغيلاني) – członek organizacji terrorystycznej Al-Ka’ida. Przez amerykański sąd został skazany za współzorganizowanie ataków bombowych na amerykańskie ambasady w 1998.
Znajdował się na liście Najbardziej Poszukiwanych Terrorystów prowadzonej przez FBI, od jej powstania w październiku 2001. W 2004 został schwytany i był przetrzymywany przez siły pakistańskie, w ramach wspólnej operacji Pakistanu i USA. Ghailani jest obecnie przetrzymywany w więzieniu Guantanamo na Kubie; jest również jedną z 14 osób, które były wcześniej przetrzymywane w tajnych więzieniach za granicą.

## Tożsamość
Ghailani używał wielu różnych pseudonimów, w tym takich jak Ahmad Khalafan Ghilani, Ahmed Khalfan Ahmed, Abubakar K. Ahmed, Abubakary K. Ahmed, Abubakar Ahmed, Abu Bakr Ahmad, A. Ahmed, Ahmed Khalfan, Ahmed Khalfan Ali, Abubakar Khalfan Ahmed, Ahmed Ghailani, Ahmad Al Tanzani, Abu Khabar, Abu Bakr, Abubakary Khalfan Ahmed Ghailani, Mahafudh Abubakar Ahmed Abdallah Hussein, Shariff Omar Mohammed, „Foopie”, „Fupi”, oraz „Ahmed the Tanzanian."

## Wczesne lata
Ghailani urodził się około roku 1974 w Zanzibarze w Tanzanii (prawdopodobnie w dniu 14 marca, 13 kwietnia lub 14 kwietnia tego roku lub 1 sierpnia 1970) i jest mieszkańcem tego kraju. Posługuje się językiem Swahili. Ahmed pracował wcześniej jako tabligh – muzułmański wędrowny kaznodzieja – i prawdopodobnie w tamtym czasie odwiedził Pakistan. Według skazanych współspiskowców, odpowiedzialnych za zorganizowanie zamachów na ambasady – Mohammeda Sadiqa Odeha i Khalfana Khamisa Mohameda – Ghailani po przyłączeniu się do Al-Ka’idy został ekspertem od materiałów wybuchowych i miał za zadanie zdobyć składniki do budowy bomb w Dar es Salaam.
Rola ta była dla niego o tyle skomplikowana, że Ghailani nie potrafił jeździć samochodem, a więc zawsze gdy zakupione przedmioty były za duże lub za ciężkie na jego rower, tak jak np. zbiorniki z tlenem czy acetylenem, musiał je odbierać samochodem ktoś inny. Do 6 sierpnia 1998 przebywał w Nairobi, gdzie prawdopodobnie wynajmował pokój w Hilltop Hotel, który był używany do spotkań przez terrorystów, a następnie, przed wybuchem bomby, udał się do Karachi.
W nieznanym czasie ożenił się z Uzbeczką i miał z nią dzieci w Pakistanie lub w Afganistanie. Wielu uzbeckich islamistów przeniosło się do Pakistanu i kobieta ta prawdopodobnie należała do tej właśnie grupy.

## Domniemana działalność terrorystyczna
W dniu 26 maja 2004 minister sprawiedliwości USA John Ashcroft i Dyrektor FBI Robert Mueller ogłosili, iż pewne raporty wskazują na to, że Ghailani był jednym z siedmiu członków Al-Ka’idy, którzy zaplanowali akcje terrorystyczne na lato lub jesień 2004. Pozostałymi z określonych w tamtym dniu terrorystów byli Fazul Abdullah Mohammed, który był wcześniej umieszczony razem z Ghailanim na liście FBI Najbardziej Poszukiwanych Terrorystów za atak na ambasady z 1998, oraz Abderraouf Jdey, Amer El-Maati, Aafia Siddiqui, Adam Yahiye Gadahn i Adnan G. El Shukrijumah. Jdey już wcześniej znajdował się na jednej z list osób poszukiwanych przez FBI w związku z wojną z Terroryzmem od 17 stycznia 2002, do której dopisana została pozostała czwórka.
W dniu 25 lipca 2004 w mieście Gujrat w środkowym Pakistanie wybuchła niemal ośmiogodzinna bitwa. W jej wyniku Ghailani został aresztowany wraz z trzynastoma innymi osobami, w tym swoją żoną i dziećmi. W bitwie tej został ranny funkcjonariusz policji. Zatrzymanie Ghailani’ego ogłosił minister spraw wewnętrznych Pakistanu – Makhdoom Faisal Saleh Hayyat w dniu 29 lipca 2004 Rząd amerykański zapłacił 5 milionów dolarów nagrody oferowanych za informacje, które doprowadziły do aresztowania Ghailani’ego.
Pewne raporty prasowe, w tym z magazynu New Republic kwestionowały to, czy moment ogłoszenia zatrzymania Ghailani’ego nie był przypadkowy, lecz motywowany politycznie – na życzenie administracji Busha. Informację tę ogłoszono zaledwie kilka godzin przed tym jak kandydat na prezydenta USA John Kerry miał wygłosić swoją mowę podczas przyjęcia nominacji na prezydenta podczas Konwencji Demokratów, które to wydarzenie zazwyczaj zapewnia kandydatowi znaczny wzrost w sondażach. Hayyat wydał oświadczenie po północy czasu lokalnego, mimo iż tożsamość Ghailani’ego była znana już od kilku dni. Urzędnicy pakistańscy zaprzeczyli takiej motywacji.
Tuż po schwytaniu Ghailani’ego i innych spiskowców, dziennikarz gazety Boston Globe, cytując źródło w ONZ, stwierdził, że Ghailani był jednym z kilku członków Al-Ka’idy, którzy w okolicach roku 2001 przebywali w Liberii i handlowali krwawymi diamentami, chronieni przez ówczesnego dyktatora Charlesa Taylora Prawdopodobnie Ghailani spędził w Liberii ponad trzy lata.

## Rewizja Statusu “Wrogiego Bojownika”
Na początku Administracja Busha zapewniała, że można uchylić zabezpieczenia Konwencji Genewskiej w stosunku do osób schwytanych w „Wojnie z Terroryzmem”, jednak krytycy twierdzili, że Konwencje obligowały USA do zorganizowania odpowiednich trybunałów, które mogłyby ustalić status więźniów. W następstwie tego, Departament Obrony USA powołał Trybunał Weryfikacji Statusu Bojowników, który miał ustalić, czy schwytane osoby pasowały do nowej definicji „wrogiego bojownika”.
Od lipca 2004 do marca 2005, Trybunał zbierał się w celu ustalenia, które ze schwytanych osób zostały poprawnie zaklasyfikowane jako „wrodzy bojownicy”. Ahmed Ghailani był wśród dwóch trzecich z tych więźniów, którzy zdecydowali się na współpracę z Trybunałem.
W przygotowanym przez Trybunał podsumowaniu znalazła się lista domniemanych faktów, które doprowadziły do jego zatrzymania. W sprawie Ghailani'ego napisano:
„Departament Obrony ogłosił w dniu 9 sierpnia 2007, że każdy z czternastu „ważnych więźniów”, którzy zostali wcześniej przeniesieni do Guantanamo z tajnych więzień CIA, został oficjalnie uznany za „wrogiego bojownika”. Chociaż sędziowie Peter Brownback i Keith J. Allred orzekli dwa miesiące wcześniej, że tylko „nielegalni wrodzy bojownicy” mogą stawać przed komisjami wojskowymi, to jednak Departament Obrony uchylił ten wniosek i stwierdził, że cała czternastka może mieć proces przed komisją wojskową Guantanamo.”

## Skazany przez komisję wojskową
Ghailani – członek Al-Ka’idy podejrzany o współorganizowanie ataków na amerykańskie ambasady z 1998, w których zginęło 11 osób, ma obecnie postawionych dziewięć zarzutów o zbrodnie wojenne, w tym sześć, które mogą zakończyć się karą śmierci, jeśli zostanie skazany przez trybunał wojskowy.